# Antonio Pentangelo
Antonio Pentangelo (Lettere, 19 febbraio 1965) è un politico italiano.

## Biografia
Laureato in giurisprudenza alla Federico II, esercita la professione di avvocato.

### Attività politica
Nel 1994, a 29 anni, viene eletto al Consiglio Comunale di Lettere, dove gli vengono assegnate, in qualità di vicesindaco, le deleghe ai Lavori Pubblici e all'Urbanistica. Successivamente si candida e viene eletto alla carica di sindaco di Lettere per due consiliature, ovvero dal 2002 al 2012.
Nel 2009 ricopre l'incarico di assessore ai trasporti e alla viabilità della Provincia di Napoli ed in seguito gli vengono assegnate ulteriori deleghe, tra cui quelle all'Urbanistica ed al Bilancio, settori nevralgici della macchina amministrativa, nella giunta guidata dal parlamentare Luigi Cesaro. Il 9 ottobre 2012 è nominato vicepresidente della provincia di Napoli, il giorno seguente con la decadenza del presidente Luigi Cesaro ricandidato alle politiche 2013, viene nominato presidente ad interim della Provincia di Napoli con voto di maggioranza dal consiglio provinciale, con il compito di traghettare l'ente di piazza Matteotti fino all'entrata in vigore della città metropolitana, che sostituirà la provincia dal 1º gennaio 2015.
Nel gennaio 2013 entra a far parte dell'Ufficio di Presidenza dell'UPI (Unione Provincie d'Italia).
Nell'aprile 2013 il Popolo della Libertà decide di candidarlo come sindaco di Castellammare di Stabia, preferendolo al sindaco uscente, l'ex senatore di Alleanza Nazionale, Luigi Bobbio. Il 10 giugno 2013 è sconfitto al ballottaggio dal candidato del centro-sinistra Nicola Cuomo.
Nel 2014 è nominato coordinatore provinciale, per la provincia di Napoli di Forza Italia. Alle elezioni di secondo livello del 12 ottobre 2014, valide per l'elezione del Consiglio metropolitano di Napoli,  risulta essere il più votato tra i candidati, ciò gli vale la nomina di capogruppo di Forza Italia in consiglio metropolitano, tuttavia nell'ottobre 2015 con lo scioglimento del consiglio comunale di Castellammare di Stabia decade dalla carica di consigliere metropolitano.

#### Elezione a deputato
Alle elezioni politiche del 2018 viene eletto alla Camera dei Deputati, nelle liste di Forza Italia nella circoscrizione Campania 1.
Non ricandidato alle elezioni politiche del 2022, abbandona polemicamente Forza Italia insieme ad altri esponenti campani del partito.

### Controversie
In relazione all'inchiesta antimafia Olimpo riguardante l'ipotesi di corruzione intorno alla riqualificazione in area residenziale e di housing sociale dell'ex area Cirio di Castellammare di Stabia, il 15 maggio 2020 vengono chiesti gli arresti domiciliari per Antonio Pentangelo e Luigi Cesaro, anche lui ex Presidente della Provincia di Napoli; secondo la Procura i due politici avrebbero ricevuto un Rolex e 10.000 euro in contanti in cambio della nomina pilotata del commissario Maurizio Biondi che poi avrebbe rilasciato il nulla osta ai progetti presentati da Adolfo Greco, imprenditore arrestato nel dicembre 2018 per collusione con la camorra. Greco sarebbe anche intervenuto per far abbassare l'affitto della sede del Coordinamento regionale di Forza Italia e alle elezioni regionali in Campania del 2015 avrebbe contribuito all'elezione di Armando Cesaro, figlio di Luigi e collega di studio di Biondi.